# Corteza entorrinal

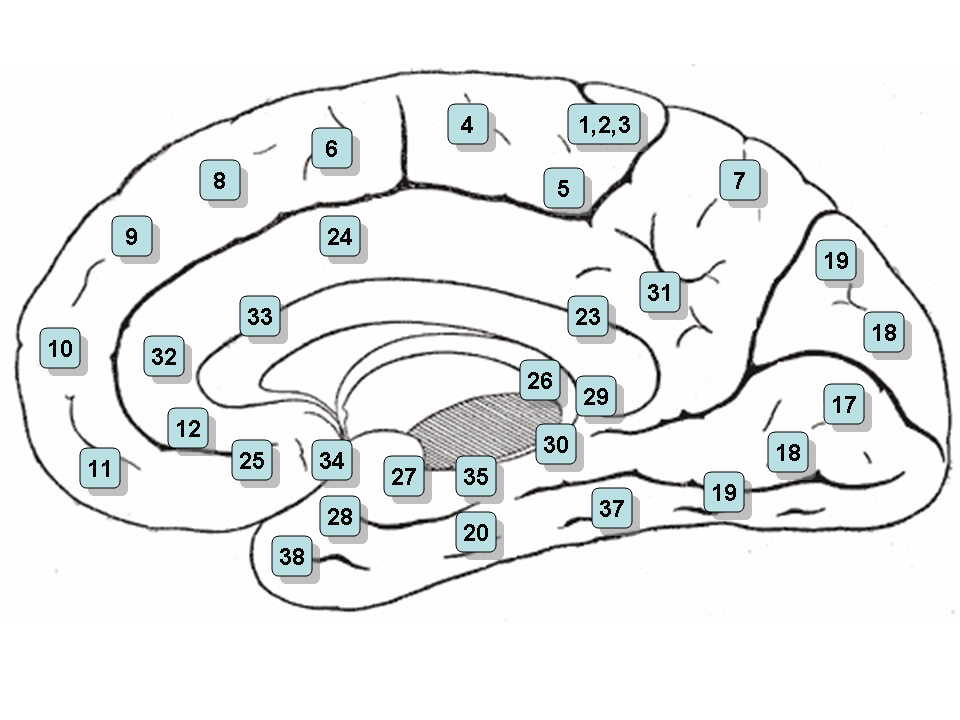
Superficie medial del cerebro. (La corteza entorrinal se sitúa aproximadamente correspondiendo a las áreas 28 y 34 de Brodmann, en la parte inferior y a la izquierda.).

La corteza entorrinal (CE) (ento = interior, rhino = nariz, entorrinal = interior al surco rinal) está localizada en el lóbulo temporal medio y funciona como un hub en una red extendida para la memoria y la orientación. La CE es la interfaz principal entre el hipocampo y el neocórtex. El sistema CE-hipocampo desempeña un papel importante en las memorias autobiográficas/declarativas/de episodios y en particular en las memorias espaciales, incluyendo memoria de formación, consolidación de la memoria y optimización de la memoria durante el sueño. La CE es también responsable del pre-procesamiento (familiaridad) de las señales de entrada en la respuesta de condicionamiento de seguimiento de los reflejos de la membrana nictitante; la asociación de los impulsos del ojo y el oído ocurren en la corteza entorrinal.

## Anatomía
En roedores, la CE está localizada en el extremo posterior del lóbulo temporal. En primates está localizada en el extremo anterior del lóbulo temporal y se extiende dorso-lateralmente. Usualmente está dividida en regiones media y laterales, con tres bandas con propiedades diferentes y la conectividad corriendo perpendicular a través de toda el área. Una característica distinguida de la CE es la falta de cuerpos de células donde la capa IV debería estar; esta capa es llamada ‘lamina dissecans’.

## Inputs y outputs
Las capas superficiales - capas II y III - de la CE se proyectan hacia la circunvolución dentada y el hipocampo: la capa II se proyecta principalmente a la circunvolución dentada y la región CA3 del hipocampo; la capa III se proyecta principalmente a la región CA1 del hipocampo y al subículo. Estas capas reciben señales de entrada (“inputs”) de otras áreas corticales, especialmente las cortezas asociativa, la peri-rinal y la circunvolución del parahipocampo, así como también de la corteza prefrontal. La CE como un todo, sin embargo, recibe inputs altamente procesados de cada modalidad sensorial, así como también inputs relativos a procesos cognitivos en curso; entonces se debe enfatizar que, sin la CE, esta información permanecería al menos parcialmente segregada.
Las capas profundas, especialmente la capa V, reciben una de las tres señales de salida (“outputs”) del hipocampo y, a su vez, intercambian conexiones con otras áreas corticales que proyectan a la CE superficial.
La corteza entorrinal de los roedores muestra una organización modular, con diferentes propiedades y conexiones en diferentes áreas.

## Procesamiento de información neuronal
En 2005, se descubrió que la corteza entorrinal contiene un mapa neuronal del ambiente espacial en las ratas.
Las neuronas en la CE lateral exhiben poca selectividad espacial, mientras que neuronas de la CE media exhiben múltiples “campos de espacio”, que están conformados en un patrón hexagonal, y por lo tanto son llamados “células de red” (“grid cells” en inglés). Estos campos y el espacio entre campos aumentan desde la CE media dorso-lateral a la CE media ventro-medial.
Registros de una sola unidad (“single-unit recordings” en inglés) de neuronas en humanos jugando videojuegos encontraron vías celulares en la CE, la actividad de las cuales indica si una persona está tomando una vía a favor o en contra de las agujas del reloj. Tal “dirección” en las vías celulares de la CE muestra esta actividad direccional independientemente de la ubicación  donde la persona se experimenta a sí misma; contrariamente a las células “de lugar “ en el hipocampo, que son activadas para ubicaciones específicas.
Las neuronas de la CE procesan información general tal como actividad direccional en el ambiente, lo cual contrasta con las neuronas del hipocampo, que usualmente codifican información sobre lugares específicos. Esto sugiere que la CE codifica propiedades generales sobre contextos actuales, que son luego utilizados por el hipocampo para crear representaciones únicas mediante combinaciones de estas propiedades.

## Enfermedad de Alzheimer
La corteza entorrinal es una de las primeras áreas que se ven afectadas en la Enfermedad de Alzheimer.
En 2012, neurocientíficos en la UCLA llevaron a cabo un experimento usando un videojuego de un taxi virtual conectado a siete pacientes con epilepsia con electrodos previamente implantados en sus cerebros, permitiendo a los investigadores monitorear la actividad neuronal donde se estaban formando recuerdos. Cuando los investigadores estimulaban las fibras nerviosas de las cortezas entorrinales de los pacientes mientras ellos estaban aprendiendo, eran capaces de ubicarse mejor a sí mismos en varias rutas y reconocer señales más rápidamente. Esto significaba una mejora en la memoria espacial de los pacientes.
Con más de 30 millones de personas en todo el mundo sufriendo la enfermedad de Alzheimer cada año, este estudio en la UCLA ayudó a descubrir que la estimulación en curso en la CE no significaba necesariamente impulsar la memoria del individuo. En cambio, se descubrió que era más efectivo sólo cuando se estaba tratando de aprender información importante. Este descubrimiento provee evidencia para un posible mecanismo que puede mejorar la memoria.

## Áreas de Brodmann
- El área de Brodmann 28 es conocida como "área entorrinal".
- El área de Brodmann 34 es conocida como "área entorrinal dorsal".